# Oswald Schiffers
Franz Oswald Schiffers (* 5. August 1902 in Eilendorf bei Aachen; † 12. Februar 1976 in Berlin) war Grafiker und Plakatkünstler. Er zählte zu den ersten Grafikern in den 1930er Jahren, die in ihren Arbeiten fotorealistische Effekte erzielten.
Auf Wunsch seines Vaters absolvierte Schiffers zunächst eine Ausbildung als Lehrer, bevor er 1925 nach Berlin ging und Grafiker bei der UFA (Universum Film AG) wurde. Nachdem er dort eine Reihe Filmplakate entworfen hatte, machte sich Schiffers 1932 als Gebrauchsgrafiker (heute Grafikdesigner) selbständig.
In den 1930er Jahren spezialisierte sich Schiffers auf Werbeplakate für Getränkehersteller – insbesondere auf Bierwerbung. Das Markenzeichen seiner Bierplakate ist die akribische Gestaltung des Bierglases mit glänzenden Wassertropfen, die am beschlagenen Glas herunterrinnen. Man spricht in diesem fotorealistischen Zusammenhang auch von „veristischer“ Grafik.
Nach der Machtübernahme der Nationalsozialisten war Schiffers zeitweise für das Reichspropagandaministerium tätig. Er entwarf u. a. die so genannte „Schattenmann-Kampagne“ mit dem bekannten Slogan „Feind hört mit!“ – obwohl er sich vor dem Dritten Reich eher der KPD zugehörig gefühlt haben soll.
Nach dem Zweiten Weltkrieg entwarf er auch Plakate für die US-Besatzungsbehörde.
Oswald Schiffers ist der Bruder von Paul Egon Schiffers (Bildhauer), Arno Schiffers (Maler) und Anselm Schiffers (Komponist und Kirchenmusiker).

## Nachlass
Sein schriftlicher Nachlass, bestehend aus Plakaten, Fotografien, Briefen und diversen Schriftstücken, befindet sich in der Plakatsammlung bzw. im Archiv des Germanischen Nationalmuseum in Nürnberg. Plakate sind auch im Stadtarchiv Erlangen.